# ギルアド・シャリート
ギルアド・シャリート（ギラッド・シャリットとも ヘブライ語：גלעד שליט、ラテン文字転写：Gilad Shalit、1986年8月28日 - ）は、イスラエル国防軍の兵士である。同国にて拘束中のパレスチナ人抵抗運動者の解放を要求する抵抗運動によって誘拐、2011年10月18日まで5年半、1941日間にわたり監禁されていた。イスラエルとフランスの二重国籍を保有している。

## 生い立ち
ギルアド・シャリートはイスラエル北部の沿岸の町ナハリヤで、父ノアムと母アビバとの間に生まれた。兄弟にはヨエルとハダスがいる。2歳のときに家族と共にガリラヤ西部の居住地ミツペー・ヒラーに転居。初等教育をメオナー（私学）で、中等教育をガリラヤの新興都市ケファル・ヴェラディームで、高等教育（日本の高校に相当）をマノル・カブリ（私学）で受けた。とくに自然科学の分野で優秀な成績を収めている。2005年7月、兵役によりイスラエル国防軍に入隊。第188機甲旅団の戦車部隊である第71戦車大隊に配属される。

## 誘拐事件
2006年6月25日の早朝、メルカバ Mk 3の乗員だったシャリートはガザとの境界線南部の監視施設に配置され、同地域の警備にあたっていた。しかし、彼は任務中であったにもかかわらず居眠りをしていた。そこへ、ガザからケレム・シャローム（ガザ南部に隣接するイスラエルの村）へ通じる地下トンネルを通ってイスラエル領内へ侵入した複数のパレスチナ人抵抗運動が攻撃を仕掛けてきた。この攻撃によって戦車の乗員2名が死亡、その他4名が負傷、シャリートは抵抗運動によってガザへと連れ去られてしまった。誘拐時には彼も負傷していたと見られている。パレスチナ民衆抵抗委員会（Popular Resistance Committees）のスポークスマンによれば、この攻撃は2ヶ月前に計画されたものだという。
それから丸一日たった26日、ハマースの軍事部門であるイズ・アディン・アル＝カッサム（イザディン・アルカサム）の部隊、 パレスチナ民衆抵抗委員会（この組織にはファタハ、イスラーム聖戦、ハマースのメンバーも含まれている）、「イスラム軍」を名乗る組織などが相次いで声明を発表し、シャリートに関する情報を公開した。その声明において、シャリート解放の見返りとして、イスラエルにて拘留中のパレスティナ人の囚人のうち、すべての女性と18歳以下の男性の釈放に合意するよう同国に要求。ここにおいて、はじめてハマースがこの事件の責任を認めることになる。

### 経過
誘拐事件以降、シャリートが置かれている境遇についての情報は明確には伝えられていなかった。当初は、誘拐後数ヶ月間はガザのイスラム大学で拘束され、その後別の場所へ移された、と言われていた。事件からちょうど1年後の2007年6月25日、犯行グループがハマースの名義でシャリートの声明が収録されたカセットテープを公表。その際、シャリートを監視しているハマースのメンバーが、シャリートの負傷がいまだ癒えておらず、より良好な医療設備を必要としていると表明した。一方、この事件に関与しているパレスティナの別の要人は以下のように主張している。
- シャリートの扱いはVIP待遇である。
- イスラム教では身内の面倒を見る以上に捕虜の面倒を見ることが義務付けられている。
- 常時閉鎖的な部屋に監禁されているのではなく、健康面への配慮から屋外の空気を吸うなど、随意に外出することが許可されている。
- シャリートの誕生日にはパーティーも開催されており、その日は音楽が流され、ロウソクの立てられたケーキが供されるなど、パーティーに必要なものはすべて用意された。

このような主張にもかかわらず、シャリートは国際人権規約が定める赤十字医療班の診療を受けられないでいた。
シャリートが誘拐されて以降、家族は赤十字を通じて彼へ手紙を届けるよう幾度も働きかけたが、2009年5月現在までに彼が受け取ったことが確認されている手紙は1通のみである。その手紙は、仲介役としてハマースの指導者ハアレド・マシャアルと会談したフランス大統領ニコラ・サルコジに託されたものであった。一方、シャリートからの手紙は何通か届いている。
- 2006年9月20日、イスラエル政府がシャリートからの手紙を受け取ったことを認める[10]。
- 2008年2月4日、2通目の手紙が届いたことが発表される[11]。
- 2008年6月9日、元アメリカ大統領ジミー・カーター率いる団体を通じてシャリートからの手紙を受け取る[12]。以下全文[13]。

2007年6月25日、誘拐事件からちょうど一年経ったこの日、犯行グループによってシャリートの声明を収録したカセット・テープが公表された。その声明においてシャリートは、犯人側の要請を飲むようイスラエル政府に訴えているのだが、これは犯人側によって執筆された原稿を読まされたものと見られている。以下抜粋。
シャリートは「麻薬の売人」という言葉を用いているのだが、これは2000年10月16日にヒズボラによって誘拐され、約3年後の2004年1月19日に解放された予備役将校エルハナン・タンネンバウムを指していると見られている。タンネンバウムは解放後、麻薬取引のために国境を越えたところで誘拐されたと告白している。また、シャリートはこの声明をヘブライ語で読み上げているのだが、原稿を書いた者がヘブライ語を母国語としていないことは明らかであった。つまり、文章の節々においてアラビア語特有の構文を確認できるのである。このカセット・テープを調査した国防軍の幹部によれば、シャリートが監禁されている場所が特定されないよう、犯行グループによってテープには音声処理が施されていたという。

### シャリート解放へ向けた歩み

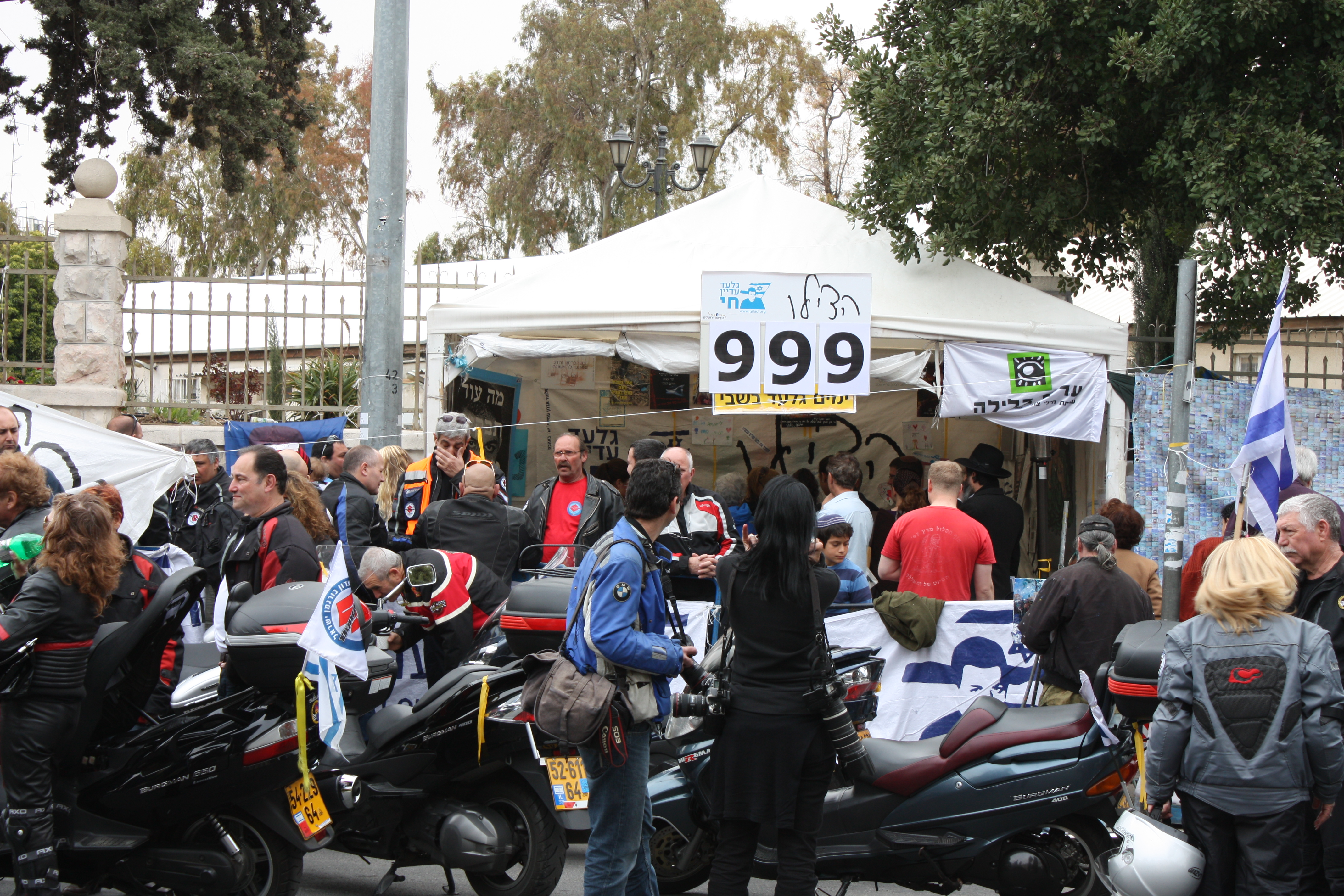
首相官邸前に設営された支援団体の仮設テント（2009年3月20日）。

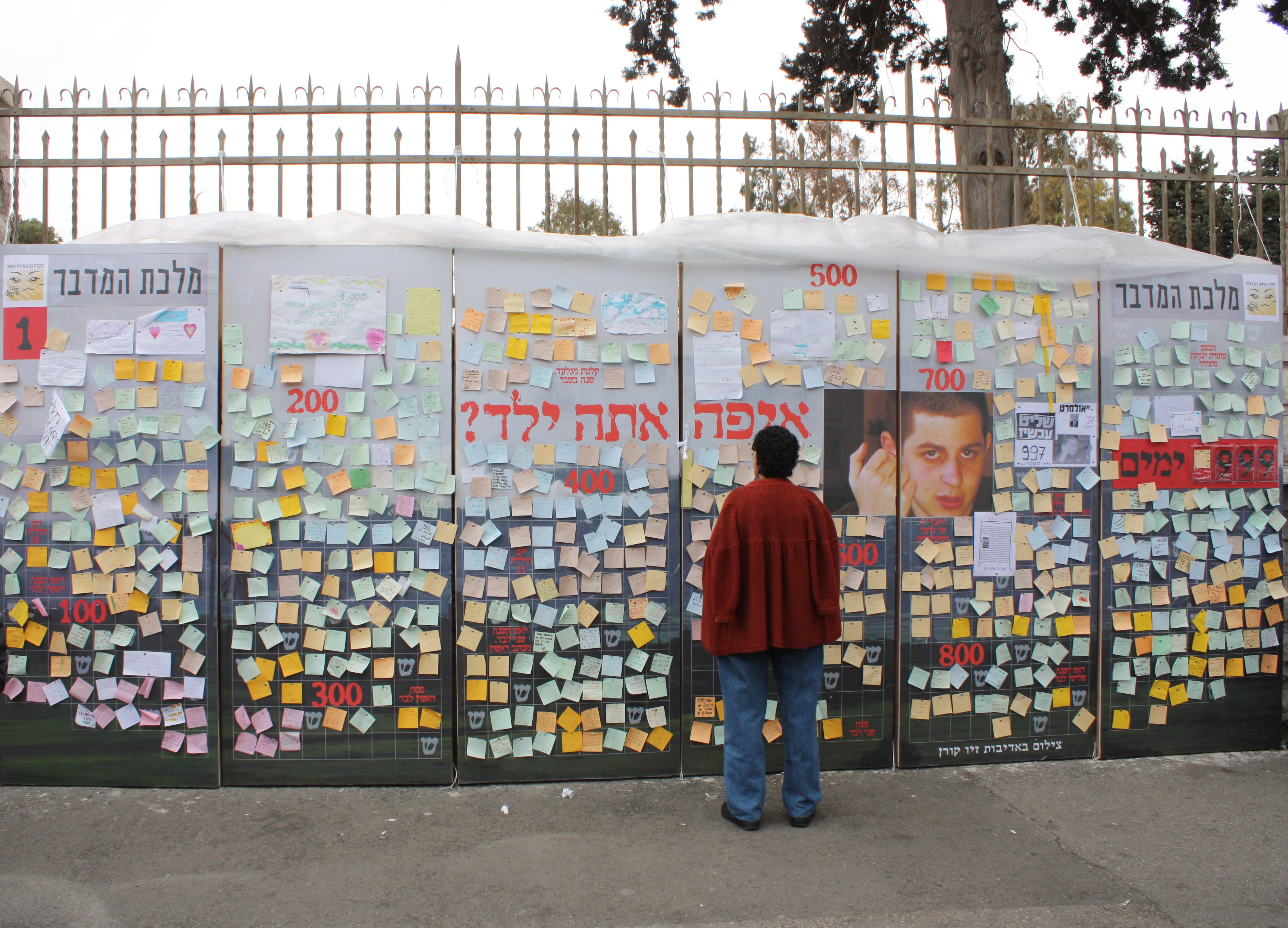
首相官邸前に貼られた支援者のメッセージ。

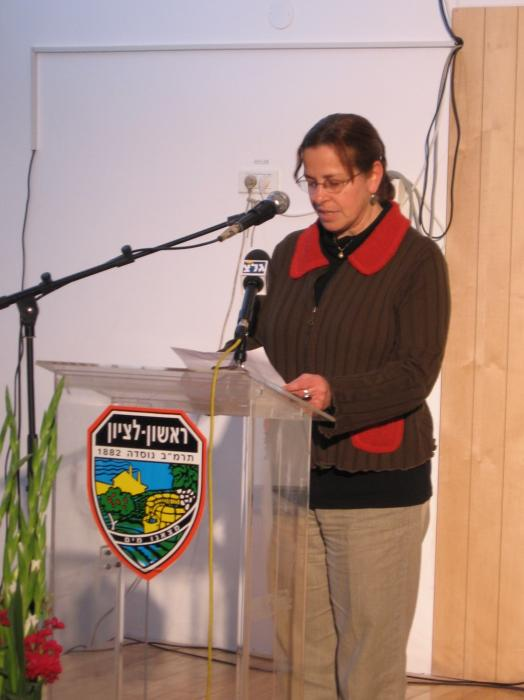
集会で演説する母アビバ・シャリート。

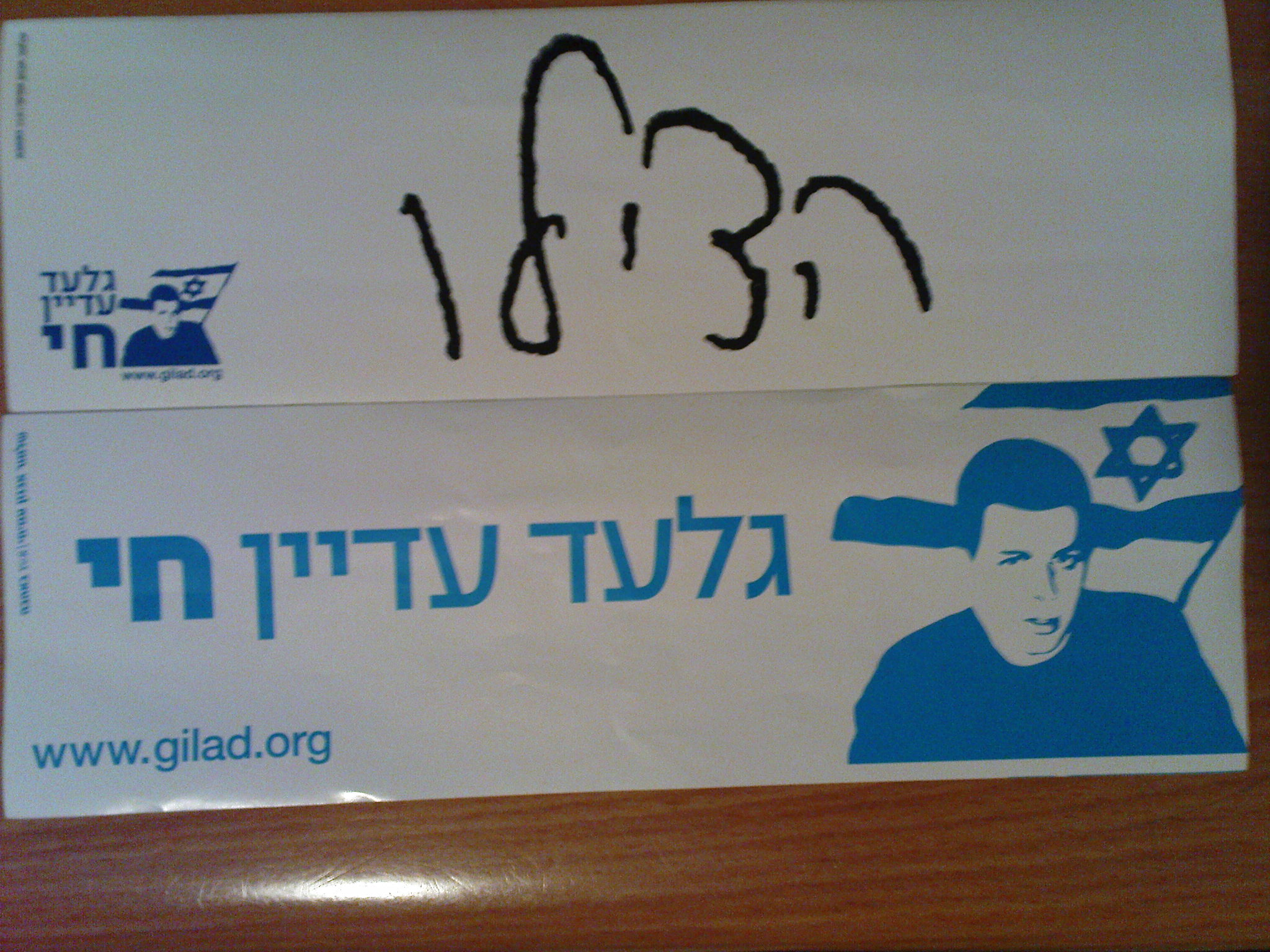
事件の風化を防ぐためにイスラエル国内で配布されたステッカー。「助けて！」「ギルアドはまだ生きている」。

イスラエル国防軍はシャリート誘拐から3日後の同年6月28日にオペレーション「真夏の雨」（מבצע גשמי קיץ）を発動。それと平行して国際的な外交活動を展開したのだが、とくにエジプト政府の要人とは会談を重ねた。また、シャリートがフランス国籍を保有していたことから、フランス政府も彼の解放へ向けて積極的に活動した。しかし、ハーリド・マシャアルを中心としたハマースの軍事部門の幹部らが黒幕と見られる犯行グループは、シャリートの解放には応じなかった。
2006年6月28日 - 29日にかけての夜間、国防軍はヨルダン川西岸地区にて数十人ものハマースの幹部を逮捕した。この中にはハマースの実力者ムハンマド・アブ・ティールをはじめ、8人の大臣と20人の議員が含まれていた。ただし、この作戦はシャリートの誘拐よりも数週間前からイスラエル総保安庁と同検察局をも交えて入念に計画され、当初の予定通り実施されたものである。この出来事にハマースの幹部は動揺し、誘拐事件解決の切り札をイスラエルに与えてしまったと不安視する者もいた。一方のイスラエルは、この作戦はハマースを相手としたテロとの戦いの一環であると主張し、逮捕者を全員、テロ組織と関わった嫌疑で法廷に立たせた。
同年7月1日、犯行グループはシャリートの解放と引き換えにパレスティナ人の囚人1000人の釈放を要求。イスラエル政府はこの要求を拒絶し、抵抗運動との交渉には応じずにシャリートを救出するという当初の姿勢を堅持する。また、ハマースに対する軍事作戦を展開する一方、パレスティナ自治政府の各派首脳とは活発に議論を重ね、対策を協議した。しかし、自治政府大統領マフムード・アッバースが「国防軍兵士解放へ向けたエジプトの努力は、ハマースの側の誠意、および決定を受け入れる能力の欠如など、さまざまな困難により挫折してしまった」との声明を発表して以降、下火となってしまった。さらには、ハマースの内部においてもイスマーイール・ハニーヤ自治政府首相（当時）が率いる政治部門とハーリド・マシャアルが率いる軍事部門との間で対立が生じていることが表面化した。
同年7月3日、犯行グループがイスラエル政府に対して最後通牒を突きつける。彼らの要求は7月4日の早朝6時までの上記パレスチナ人囚人の解放だったのだが、それを拒否した場合の報復などについては明言されていなかった。イスラエル政府は公式にこの最後通牒を拒否。それに対してイスラム軍が声明を発表し、シャリートに関する情報はこれ以降一切開示しないと宣言した。
同年9月12日、イスラエル軍事裁判所が同国で逮捕されたハマースの要人18名の釈放を命じる。政府はそれに対して異議を申し立てる。政府側は、ハマースの要人の逮捕はシャリート解放のカードとして利用するためではなく、あくまでも対テロ戦争の一環であると主張する。
同年11月26日、ガザにおける国防軍の作戦を停止するのと引き換えに、ガザ近郊の町スデロットを標的としたテロリストの砲撃を停止することに双方が合意。これを受けてイスラエル首相エフード・オルメルト（当時）と自治政府のアッバースとの間で停戦協定が締結に達する。この軍事作戦（オペレーション「真夏の雨」）によりパレスティナ側は394名もの人命を失っている。一方、イスラエル側にとっては、シャリートの救出という大義名分を果たせぬままガザからの撤退を余儀なくされた。その後、オルメルトは世論からの厳しい圧力を受け、アッバースとエジプト政府を仲介に立てて囚人の解放を交換条件にハマースとの交渉にあたっている。
2007年9月8日、国防軍のアラブ人部隊がエジプトとの国境にあるガザの町ラファにおいてハマースに属する軍事組織の幹部アブー・ハーリドを拉致した、とパレスティナ側が主張。アブー・ハーリドはシャリート誘拐事件に関与し、さらには彼の居場所を知っているとされていた。しかし、イスラエル政府はこの件に関して一切コメントしなかった。
2008年6月19日、イスラエルとハマースが停戦協定に合意。このさい、シャリートの解放に関しても協議がもたれたのだが、最終的には合意文書にシャリートの件は盛り込まれなかった。父ノアム・シャリートは最高法院に出向き、和平の一環としてガザとエジプトをつなぐラファの検問所が解放されたことに異議を唱え、それを封鎖するよう嘆願したのだが、その要望は却下された。
同年9月12日、政府任命の調停人オフェル・デケルが日刊紙アル・ハヤトの紙面にて、引き続きシャリート解放へ向けての交渉を重ねることを表明。
同年12月11日、外務大臣ツィッピー・リヴニ（当時）は、質問に対する返答の中で以下のように述べている。
2009年1月17日、前年末にはじまったオペレーション「灼熱の鉛」（מבצע עופרת יצוקה）の完了を前にして、シャリートの解放が合意に達する間のすべての過程において、明確に説明がなされることを要望する旨を両親が記者会見にて表明。
同年1月22日、レハブアム・ゼエビの未亡人らテロによって夫を亡くした複数の女性が、加害者であるテロリストを引き換えにシャリートが解放されることに反対する声明を発表。これに対してテロ被害者の父兄らがこの声明を批判するなど、激しい議論が交わされるようになる。
同年3月21日、シャリートが誘拐されてから1000日が経過する。
同年5月11日、ノアム・シャリートが大統領シモン・ペレスの仲介で、イスラエルを訪問中の教皇ベネディクト16世と面談し、窮状を訴える。
2011年10月11日、収監されていたパレスチナ人テロリストの内、男性1000名、女性27名との交換により、一週間以内に解放されるとの発表があった。この交渉はエジプト、ドイツ両国の仲介によるものとされる。この取引には外相アヴィグドール・リーベルマンなどの閣僚もテロ悪化の懸念から反対を唱えたが、26対3の賛成多数により承認された。
同年10月18日、エジプト・ガザ境界のラファ検問所でテロ組織からエジプト軍の将校に引き渡され、ケレム・シャローム検問所を経て再びイスラエルの地を踏んだ。国防軍のヘリコプターでテルノフ空軍基地に移動し、同地で首相ベンヤミン・ネタニヤフらの出迎えを受けるとともに、家族との再会を果たした。健康診断の結果はおおむね良好とされたが、長期間の監禁による栄養失調と日光不足も指摘されている。友人、支援者、市民の熱烈な歓迎を受けつつ、同日中にミツペー・ヒラーの自宅に帰った。

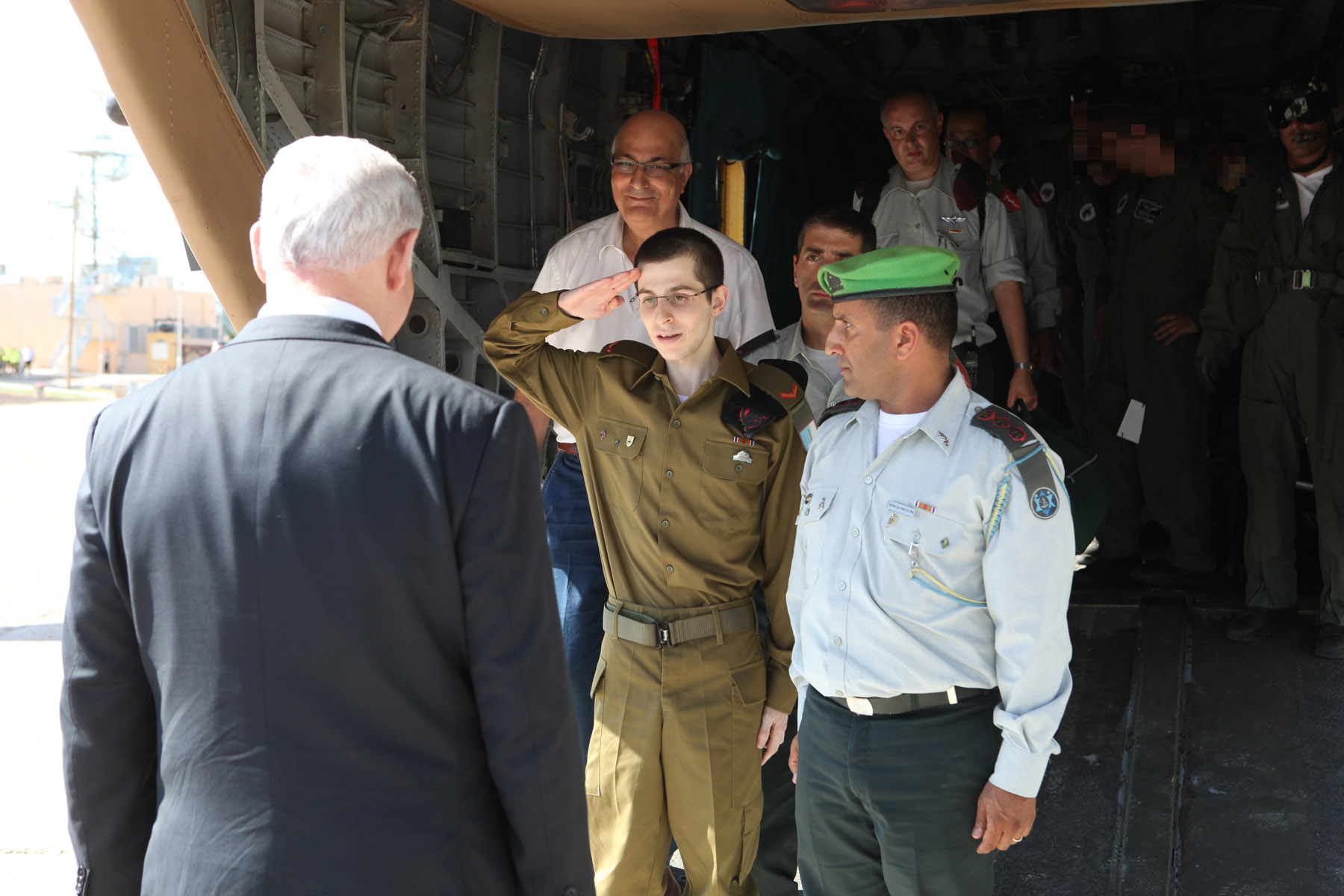
テルノフ空軍基地にて首相ベンヤミン・ネタニヤフの出迎えを受ける

## 『サメと魚がはじめて出会ったとき』
誘拐事件から数ヵ月後のこと、シャリートが小学5年生のときに書いた物語が絵本となってイスラエルで出版された。当時の担任教師が原稿を保管していたのである。その物語では、サメと魚との間で芽生えたおおよそありえない友情について語られている。挿絵には、同国のイラストレーション協会主催の展覧会において募集、展示された世界中の子供たちやイラスト愛好家の作品から厳選されたものが用いられている。『サメと魚がはじめて出会ったとき』というタイトルは、同国の作家シェレィ・エルカヤムの児童文学『蛇とネズミがはじめて出会ったとき』をもじったものである。